# Sky Lopez
Corrie Rachelle Floris (née le 23 décembre 1975 à Californie du Sud), plus connue sous le nom de Sky Lopez, est une ancienne actrice américaine de films pornographiques. Elle est reconvertie dans le hip-hop.
Depuis ses débuts dans l’industrie du X en 1999, Lopez a aussi bien joué que dirigé des films pour adultes. Elle fut sous contrat exclusif avec la firme d’éditions Vivid Entertainment ce qui en fait une Vivid Girl. Lopez fut nommée en 2005 pour les AVN awards et en particulier pour la récompense de la meilleure scène entre femmes pour son rôle dans le film High Desert Pirates.
Malgré sa popularité croissante, l’actrice décida de se retirer de ce milieu en 2005. Elle reprocha à l’industrie pour adultes d’être « une longue route sinueuse qui ne mène qu’à l’auto-destruction », « un vilain monde que je ne recommande à personne »,.
Elle commence une nouvelle carrière d'artiste dans le domaine du hip-hop.